# Památková zóna (Slovensko)

Porovnání památkové zóny (oranžová) a památkové rezervace (červená) v Bratislavě

Památková zóna je podle § 17 ods. 1 památkového zákona Slovenska „území s historickým sídelním uspořádáním, území kulturní krajiny s památkovými hodnotami nebo území s archeologickými nálezy a archeologickými nalezišti, která lze topograficky vymezit.“